# Jan Eichelberger
Jan Eichelberger (* 1977) ist ein deutscher Rechtswissenschaftler und Hochschullehrer an der Gottfried Wilhelm Leibniz Universität Hannover.

## Leben
Eichelberger studierte ab 1997 als Stipendiat der Stiftung der Deutschen Wirtschaft Rechtswissenschaften an der Universität Jena. 2002 legte er dort sein Erstes Juristisches Staatsexamen ab und war anschließend bis 2005 an der dortigen juristischen Fakultät als wissenschaftlicher Mitarbeiter tätig. 2004 erwarb er den Magistergrad im Wirtschaftsrecht (LL.M. oec.). Ab 2005 leistete er sein Referendariat am Kammergericht Berlin ab, das er 2007 mit dem Zweiten Staatsexamen abschloss. Noch während seines Referendariats wurde Eichelberger 2006 in Jena mit einer Arbeit über Marktmanipulation zum Dr. iur. promoviert. Ab 2007 arbeitete er als Habilitand am Jenaer Lehrstuhl von Volker Jänich. Dort schloss er 2014 mit der Schrift Deliktische Haftung Mehrerer sein Habilitationsverfahren ab und erhielt die Venia legendi für die Fächer Bürgerliches Recht, Zivilverfahrensrecht, deutsches und europäisches Wirtschaftsrecht, Recht des Geistigen Eigentums, Medizinrecht und Privatversicherungsrecht.
Nach einer Lehrstuhlvertretung 2015 an der Universität Freiburg und einer Entlastungsprofessur an der Universität Frankfurt am Main hat Eichelberger seit dem Sommersemester 2016 den Lehrstuhl für Bürgerliches Recht, Immaterialgüterrecht und IT-Recht an der Universität Hannover inne.

## Werk
Eichelbergers Forschungsschwerpunkte liegen vor allem im Deliktsrecht, im Urheber- und Markenrecht, im Recht der privaten Krankenversicherung sowie im Internet- und IT-Recht.
- Der Schutz von Markenfamilien und Markenbildungsprinzipien. wvb, Berlin 2004, ISBN 3-86573-021-3.
- Das Verbot der Marktmanipulation (§ 20a WpHG). Duncker & Humblot, Berlin 2006, ISBN 978-3-428-12260-8 (Dissertation).
- mit Volker Jänich: Urheber- und Designrecht. 2. Auflage. Kohlhammer, Stuttgart 2018, ISBN 978-3-17-033264-5.